# 전민경
전민경(1993년 6월 16일 ~ )은 대한민국의 가수이다.
가수 전민경은 13세 때부터 트로트 가수의 꿈을 가지고 포기하지 않고 달려왔다.
2016년 '기가막혀요' 로 데뷔하였으며, 현재 2018년 4월 18일 가수 전민경이 직접 작사 작곡한 먹고놀자 앨범으로 돌아왔다.
높은 연령층에서 듣는다는 편견을 가진 트로트 장르였으나, 가수 전민경의 곡 "사랑의 공식" 은 상큼하고 발랄한 목소리와 신나는 리듬으로 젊은층 사이에서도 편견이 많이 줄어든 평을 받고있다. (드라마틱한 인트로가 매우 인상적이다.)
이번 [먹고놀자] 앨범의 타이틀곡인 '먹고놀자'는 개그스러운면과 흔한 직장인들의 삶을 적절히 담아 내어 많은 공감대 형성을 하고 있다.

## 음반
- 2016년 기가막혀요
- 2018년 먹고놀자